# Cầu Tân Đệ
Cầu Tân Đệ là cây cầu đường bộ trên quốc lộ 10 bắc qua sông Hồng tại lý trình km99 + 200, nối tỉnh Nam Định với tỉnh Thái Bình. Bờ phía đông bên tỉnh Thái Bình có tọa độ là: 20°26′30″B 106°13′12″Đ / 20,44167°B 106,22°Đ.

## Thông số kỹ thuật
- Chiều dài: 1.068 m;
- Chiều rộng: 16,6 m, 10,5 m dành cho xe cơ giới và 2,25 m dành cho người đi bộ;
- Số nhịp: 5 nhịp bê tông cốt thép dự ứng lực,(trong đó 3 nhịp dài 120 m và 2 nhịp dài 70 m);
- Gồm 18 trụ và 2 mố;
- 2 đoạn dẫn 2 đầu cầu dài 3 km;
- Loại vật liệu: bê tông;
- Cấp tải trọng: H30.
- Lễ thông xe ngày 8 tháng 2 năm 2002.